# سافرون بوروز
سافرون بوروز (بالإنجليزية: Saffron Burrows)‏ ممثلة إنجليزية من مواليد 21 أكتوبر 1972. من افلامها بحر ازرق عميق وبيتر بان في سنة 2003.

## مواقع خارجية
- سافرون بوروز على موقع IMDb (الإنجليزية)
- سافرون بوروز على موقع ميتاكريتيك (الإنجليزية)
- سافرون بوروز على موقع روتن توميتوز (الإنجليزية)
- سافرون بوروز على موقع قاعدة بيانات الأفلام العربية
- سافرون بوروز على موقع ألو سيني (الفرنسية)
- سافرون بوروز على موقع تيرنر كلاسيك موفيز (الإنجليزية)
- سافرون بوروز على موقع أول موفي (الإنجليزية)
- سافرون بوروز على موقع قاعدة بيانات الأفلام السويدية (السويدية)
- سافرون بوروز على موقع إن إن دي بي (الإنجليزية)
- سافرون بوروز على موقع قاعدة بيانات الفيلم (الإنجليزية)